# カストロフィリッポ
カストロフィリッポ（イタリア語: Castrofilippo）は、イタリア共和国シチリア自治州アグリジェント県にある、人口約2,900人の基礎自治体（コムーネ）。

## 地理

### 位置・広がり

#### 隣接コムーネ
隣接するコムーネは以下の通り。
- カニカッティ
- ファヴァーラ
- ナーロ
- ラカルムート